# Dendropsophus ebraccatus
Dendropsophus ebraccatus és una espècie de granota que viu a Belize, Colòmbia, Costa Rica, l'Equador, Guatemala, Hondures, Mèxic, Nicaragua i Panamà.
Està amenaçada d'extinció per la pèrdua del seu hàbitat natural.